# Міжзоряне поглинання
Міжзоряне поглинання — сумарний ефект розсіювання й справжнього поглинання світла пиловими частинками в міжзоряному середовищі.

## Загальні особливості
Характерною особливістю міжзоряного поглинання є його селективність (залежність від довжини хвилі). Міжзоряне поглинання на короткохвильовій ділянці  спектру більше, ніж на довгохвильовій, тому воно призводить до почервоніння джерел світла. Віддаленіші зорі (та інші джерела світла) спостерігаються червонішими, ніж ближчі. Кількісною характеристикою цього явища є надлишок кольору.
Крім селективного міжзоряного поглинання в міжзоряному середовищі, можливо, існує поглинання, що не залежить від довжини хвилі (нейтральне), яке викликане дуже великими частинками чи тілами, але його дуже важко оцінити.

## Показники кольору
Порівнюючи показники кольору почервонілої й непочервонілої зорі одного спектрального класу і класу світності, знаходять так званий надлишок кольору зорі, який являє собою різницю поглинання, виражену в зоряних величинах AB-AV=1,086[τ(B)-τ(V)], де τ(B),τ(V) — оптична товщина для довжини хвиль, що відповідають центрам фотометричних смуг B і V. Для переходу від надлишку кольору до абсолютного значення поглинання слугує множник R=AV/EB-V. У середньому R=3,1, однак на ділянках молодих зоряних скупчень і в темних хмарах може досягати 5—6. Значення R може бути знайдене екстраполяцією кривої міжзоряного поглинання методами змінної екстинкції, діаметрів зоряних скупчень та ін.

## Крива міжзоряного поглинання
Для побудови кривої міжзоряного поглинання зазвичай використовують зорі спектральних класів О і В через їх високу світність і малу кількість особливостей у спектрі. Крива міжзоряного поглинання досліджена на ділянці від 0,11 до 20 мкм. У видимій частині спектру вона обернено пропорційна довжині хвилі (R ~ λ-1) і мало відрізняється на різних ділянках неба. Поблизу 2,3 мкм на кривій поглинання спостерігається злам, причину якого не було встановлено.
Спектрофотометричні спостереження виявили на кривій міжзоряного поглинання кілька широких деталей і більше 40 дифузних міжзоряних смуг поглинання. Найсильнішою з них є смуга поблизу λ=4430 Å, ширина якої може досягати 30—40 Å. Походження дифузних міжзоряних смуг поглинання остаточно не встановлено. Можливо, вони виникають при поглинанні світла молекулами, які перебувають на поверхні або всередині міжзоряних пилинок.
На інфрачервоній та ультрафіолетовій ділянках спектру різниця кривих міжзоряного поглинання для окремих зір, навіть, розташованих в одних і тих же ділянках неба, дуже великі.

## Інтерпретація спостережень
Спостереження міжзоряного поглинання частково інтерпретується на основі теорії розсіяння світла малими частинками. Міжзоряне поглинання на різних ділянках спектру знаходять враховуючи залежність від довжини хвилі суми ефективних перерізів поглинання всіх частинок у стовпі одиничного перерізу вздовж променя зору.
На видимій та інфрачервоній ділянках спектру міжзоряне поглинання в основному зумовлене розсіянням світла діелектричними частинками із середнім радіусом 0,10-0,15 мкм. Альбедо частинок близько 0,7-0,8, а їх форма може бути некулястою (на це вказує існування міжзоряної поляризації світла). Величина R пропорційна розміру пилинок. На ультрафілолетовій ділянці спектру ефективно поглинають і розсіюють випромінювання дуже малі частинки. Вважається, що пік близько 4,6 мкм створюють графітові пилинки з радіусом 0,01-0,02 мкм і альбедо близько 0,3.
Величина міжзоряного поглинання, розрахована на одиничному шляху, змінюється в широких межах залежно від напрямку. В околицях Сонця в площині Галактики AV
наближено дорівнює 2m/кпк, причому більшу частину дають пилові хмари.
У рентгенівському діапазоні випромінювання поглинається здебільшого міжзоряним газом, а міжзоряний пил розсіює рентгенівське випромінювання на малі кути, що призводить до утворення гало навколо рентгенівських джерел.